# Brestanica (potok)
Brestanica je potok, ki izvira vzhodno od naselja Brestanica. Izliva se v Lokovški potok, ki se v bližini gradu Brestanica kot levi pritok izliva v reko Savo. Pritoki Brestanice so: Vidrešnica, Topliški potok in Brzinski graben, Blatni potok in Koprivniški potok.
Po potoku je bil leta 1952 na novo poimenovan trg Brestanica (pred tem Rajhenburg).